# Megleszünk itt
A Megleszünk itt Schein Gábor korunkban játszódó regénye, megjelent a Magvető Kiadónál 2019-ben.
„Először versben írtam meg Kiefer történetét, majd a Megölni, akit szeretünk című kötet címadó novellájában. De továbbra is foglalkoztatott a téma, mi történik egy hozzá hasonló alkattal Magyarország egy kitalált városában.” – nyilatkozta az író egy interjúban.
A kis terjedelmű regény 30 rövid fejezetből áll, stílusában a reális leírások mellett lírai és szürreális elemek, a paródia és az értekezőpróza jellemzői is megjelennek.

## Fejezetek
I. Ameddig a dolgok jutottak
1. Léptek kopognak
2. Kivárni a végét
3. Akkor én kivel élek
4. A rácsok szemei
5. Abba kéne hagynia
6. Fájnak az ujjaim
7. Ha úgy nézzük
8. Kannibálok
9. Mikor is beszélgettünk?
10. Aknamezőn
11. Lövések a parkban
12. Emelem poharam tirátok
13. A vékony, föl nem adható lehetőség

II. Csatornák sűrű rajzolata
1. A szabadulás első lépései
2. A szabadulás újabb lépése
3. Vízfoltok, falak, dobozok
4. Kék Suzuki
5. Billenések, koppanások
6. Ebben a szar bűzben
7. Málnavadászat, gerillaháború
8. Az ég zománca
9. Képzelődés Ágnesről
10. Nem tudja szegény kifejezni
11. Csak a japánok
12. Ha akarja, megérintheti
13. Saját mauzóleumában
14. Istenem, még csak

III. Füstszag, madarak, változás
1. Első halálváltozat
2. Második halálváltozat
3. Életváltozat: fekete pillantásaiddal

## Tartalom
A regény a 2010-es évek Magyarországán játszódik és három részre tagolódik, bár a harmadik inkább egy formabontó epilógus.
I.
Az első részben két párhuzamosan futó cselekményszál bontakozik ki, egymástól függetlenül és nem is egyidőben. Ágnes és Zoltán, a budai polgári házaspár története forró nyárutón kezdődik egy nagy veszekedéssel; Kiefer tanár úré a nővére halálával, „hó nélküli, szürke télen”. 
Ágnes dekoratív, elegáns nő, egy szerkesztőségnél dolgozik. Hazafelé egy megnyúzott macskát talál az egyik autó alatt. Ki csinál ilyet? Jézus Mária, ki csinál ilyet! – gondolja. Otthon vacsorát főz; enni ad a kisfiának és a férjének; mosogat. Régóta egy kis szabadságra vágyik, tisztába jönni önmagával, az érzelmeivel. Előző este Zoltán éppen ezt hányta a szemére értetlenkedve, mocskolódó káromkodások kíséretében. Éjjel nem tud aludni a melegtől, taszítja a férfi izzadtságszaga: „Csupa ragacs az egész. Csupa ragacs az életük. Ragaszkodnak egymáshoz, és ragaszkodnak a ragaszkodásukhoz.” 
Zoltán jogász, aki kerüli az érzelmeket és számítón közelít a környezetéhez. Megtanulta, hogy erőt kell mutatnia, és hogy „minél pofátlanabb vagy, annál normálisabbnak tartanak”; de a feleségével szemben kiszolgáltatottnak érzi magát. „Ágnes puszta léte az ő megalázása és kigúnyolása. Ha úgy nézzük. Persze közben nélküle egyszerűen nem tudna élni. Semmit nem tudna.” Mégis: egész vasárnapjukat tönkre tudja tenni egy figyelmetlenül elejtett mondat, egy dühösen földhöz csapott pohár.
Kiefer (keresztnevét nem ismerjük), a középkorú tanár napjait, hónapjait a rákban szenvedő nővére mellett tölti és halála után magába zárkózik. Sok éve már, hogy nővérével együtt otthagyta a fővárost, azóta itt tanított matematikát Bánkövén és a felszámolt gyártelep melletti lakótelepen élt. A nővére is itt volt könyvtáros, de halála után a könyvtár bezárt. „Az egész város mállott. Ette rozsda.” 
Egy gimnáziumi diákjuk öngyilkossági kísérlete után Kiefer hosszú levelet írt a pedagógiai irányváltás szükségességéről, a számítástechnika száműzéséről a tanításból, majd más hasonló beadványokat is fogalmazott. A „Miatyánk”-nak nevezett iskolaigazgató, aki csak kinevezése óta járt buzgón templomba, magához hívatta: 
– Tele van a tanári kar darvadozó p…-kal. Rossz nézni őket. Csípd már fel az egyiket! – tanácsolta barátian. – És ne irkálj annyi hülyeséget. Légy szíves, öregem.
Kiefer írta tovább a beadványait és egy alkalommal váratlanul egész szónoklatot tartott az osztálynak, amit így fejezett be:
„Benneteket születésetektől fogva az egyetemes rosszra készítenek fel, amely ugyanakkora kiterjedésű, mint a világ. De tudnotok kell, hogy a jó, amit még nem ismertek, de amire tiszta pillanataitokban vágytok, éppen ebből a mélységből emelkedhet ki. Ezért nem szabad elárulnotok a szeretet lehetőségét. Hűségesnek kell maradnotok ehhez a vékonyka, de föl nem adható lehetőséghez. Amíg csak tudtok. Különben magába nyel benneteket és szétrág a sötétség.”
Úgy ítélték meg, hogy a tanár úr „bekattant”. Azonnal elbocsátották.
II.
Nővére halála után Kiefer lemondóan, aszkétikusan él, csak úszni jár néha és szokásává vált az írás. Röpiratot kezd fogalmazni a civilizációs válságról. „Lelkesítette a gondolat, hogy szemeket fog felnyitni, elkápráztatja őket, miközben ő maga csodás láthatatlanságban marad.” Írását a párkapcsolatról és a családról szóló fejtegetésekkel folytatja. Lakását egy külvárosi rozzant kertes házra cseréli és még jobban begubózik. Szomszédja, az Öreg közös kertjük ketrecsoraiban nyulakat tenyészt, de a nyulakat betegség támadta meg, el kell pusztítania őket. Itt fut össze a két cselekményszál, amikor váratlanul beállít a házaspár. Csak rövid időre érkeztek az Öreghez, Zoltán apjához.
...
III.
Kiefer történetének befejezéseként az író felvillant három lehetőséget: az egyik a kisszerű, értelmetlen lázadás, ami erőszakos halálához vezet; a másik a teljes vereség elfogadása, önkéntes kivonulás az életből; a harmadik az élet vállalása, sorsközösségben az elesettekkel, bár ez csak önfeladás árán lehetséges („Befalazom magam”).

## Kritika
A cselekmény viszonylag egyszerű, és benne rejlik egy szokványos szerelmi történet lehetősége is, mely kiutat jelenthetne a teljes magányból, de a Megleszünk itt egyáltalán nem erről szól. 
- Frei Gabriella (Irodalmi Jelen): Kiefer alakjában „egy pszichésen sérült, a valóságtól teljesen elszakadt ember kerül szembe a társadalommal”. A regény tartalmának fontos részei Kiefer irományai, melyekben a mai (21. századi) társadalmi valóság fontos kérdéseit igyekszik megfogalmazni hol reálisan, hol egy bomlott személyiség szemszögéből. „A szöveg eszmei zsúfoltsága mellett azzal is alaposan próbára teszi az olvasót, hogy az összetett jellemeket és kapcsolatokat mozaikokból, olykor csak másodszorra feltűnő, elejtett mondatokból kell összeraknunk.” Kiefer sorsának több pontja homályos, személyiségében sok az ellentmondás. Története akár felnövés-, de inkább leépülés-történetnek tekinthető. A házaspár töredékekből összeálló cselekményszála is „mutatja, hogy ebben a könyvben nemcsak a főszereplő épül le. Az egyénnel párhuzamosan pusztul a házasság, és a nyomasztó atmoszférájú kisváros, Bánköve is, ahol már-már világvége-hangulat uralkodik.”[2]

- Modor Bálint (litera.hu) az eredetiség hiányát véli felfedezni a regényben. Szerinte az író nem felkavarni akarja az olvasóját, „hanem újramondja azt, amit eleve tudunk.” Kiefer magatartásformáit vizsgálva a kritikus „színpadiasan előadott tanmesé”-ről, „teátrális nagyjelenet”-ről, „kissé banális monológ”-ról ír és hiányolja, hogy a mellékszereplőkre kevés figyelem jut. Vannak azért elismerő szavai is, de cikke végén megismétli a kezdő gondolatot: „Schein Gábor egy költői nyelven megírt, professzionális szerkezetű regényt tár elénk, melyben finoman kidolgozott jeleneteket találhatunk: ezek adják a regény csúcspontjait, különösen a haldokló nővérét ápoló Kiefer, a veszekedő Ágnes és Zoltán és a tanítási elveit ösztönösen meghaladó Kiefer és a Gyerek jeleneteit emelhetjük ki, de a regény végső soron az ismerős magatartásformák sokszor kidolgozott történeteiben táborozik le.”[3]

- Mekis D. János (dunszt.sk) kritikája címével is hangsúlyozza, hogy a művet kísérleti regénynek tartja. „Schein Gábor kísérleti regénye a prózapoétikai modernizmusba és a kafkaeszk szatírába oltott realizmus lehetőségeit kutatja, és jóval összetettebb poétikával él, mint a mai újrealista többség. Az időben ide-oda közlekedő, az egyes szereplők történetszálait váltogató, nézőpont-kalibráló írásmód komoly prózatechnikai tudásról tanúskodik, s fölényes nyelvi tudatossággal társul. [A mű] meggyőző lépéseket tesz egy, a valóságtükrözés naiv illúzióján túllépő, korszerű realizmus felé.[4]

- Visy Beatrix (Élet és Irodalom): „A szerző rendkívül kiegyensúlyozottan, hármas tagolás, hármas végkifejlet, viszonylag takarékosan bánik anyagával, ám mielőtt ezt bárki is unalmasnak gondolná, a regény a finomszerkezetekben, a jelenetek keretezésében, mozaikszerűségében mutatkozik érdekesnek.” Az író regényéhez az „őrület határain billegő” főszereplőt választott, akinek megszállottan készített röpiratai, a hatalomról, a médiumok agymosásáról, a társadalmi torzulásokról és egyebekről szóló írásai „mégsem igazán lépik át az őrület határait. Ez a küszöbön toporgás, az őrület és a normalitás határainak firtatása… adják a regény centrumát. (…) Ebből a szempontból Schein regénye és kérdésfeltevése jól beilleszthető a világ tébolyirodalmának sorába” – írja a kritikus és itt elsősorban Csehov A 6-os számú kórterem című  elbeszélésére utal.

„A regény az emberi kapcsolatok válságát, a társas magányt, az egymáshoz közelálló emberek közti kommunikáció képtelenségét is bemutatja. A nővérével élő, majd őt ápoló, temető Kiefer csak a nő halála után tud változtatni életén, ekkor ismer rá, óvatosan, bizonytalanul saját vágyaira, igényeire.”